# كايلا كول
كايلا كول (ولدت مارتينا ياتسوفا في 10 نوفمبر 1978) عارضة إغراء سلوفاكية، ومذيع تلفزيوني سابقة.

## روابط خارجية
- كايلا كول على موقع IMDb (الإنجليزية)
- كايلا كول على موقع قاعدة بيانات الفيلم (الإنجليزية)
- كايلا كول على موقع كينوبويسك (الروسية)